# Frontalknutschen
Frontalknutschen (Originaltitel: Angus, Thongs and Perfect Snogging) ist ein Film der britischen Regisseurin Gurinder Chadha aus dem Jahr 2008. Der Film basiert auf den ersten beiden Büchern der Reihe Bekenntnisse der Georgia Nicolson von Louise Rennison und ist eine Produktion von Nickelodeon Movies.

## Rezeption
„Die 16-jährige Georgia Groome spielt die Hauptrolle mit großem Charme und großer Klappe, bleibt natürlich und direkt. Von klamaukigen Hollywoodproduktionen wie „Girls Club – Vorsicht bissig!“ oder „Clueless – Was sonst!“ unterscheidet sich Chadhas Film auch dank des britischen Humors.“

„Zwar erfüllt der Film alle Kriterien einer unterhaltsamen Teenager-Komödie, doch ist die Besonderheit des Films, der ausdrückliche Verweis auf die dem Genre innewohnende Ambivalenz, auch mit einer heiklen Gratwanderung verbunden. So kommt zum einen die Szene mit schmachtenden Freundinnen Georgias, die noch sehr kindlich aussehen und bei dem Anblick eines Testosteron-versprühenden halbnackten Mannes mit George-Clooney-Figur dahinschmelzen, bestenfalls als befremdlich daher. Zum anderen ließe sich die beschriebene Thematisierung des begehrenden Blickes auch genau entgegengesetzt verstehen.“

„[Chadas] Komödie über die ersten Beziehungsabenteuer junger Mädchen hat Charme, Witz und Protagonistinnen, die mit ihrer Natürlichkeit eine einfache Geschichte im Ton eines romantischen Märchens tragen.“

Die Deutsche Film- und Medienbewertung FBW in Wiesbaden verlieh dem Film das Prädikat wertvoll.

## Soundtrack
1. "She's So Lovely" – Scouting for Girls
2. "Girls and Boys In Love" – The Rumble Strips
3. "The Show" – Lenka
4. "Naïve" – Lily Allen
5. "She's Got You High" – Mumm-Ra
6. "Who Needs Love" – Razorlight
7. "Your Song" – Kate Walsh
8. "Mad About the Boy" – Ava Leigh
9. "Young Folks" – Peter Bjorn and John
10. "Toothpaste Kisses" – The Maccabees
11. "Sugar Mouse" – Oh Atoms
12. "Ever Fallen in Love (With Someone You Shouldn't've)" – Stiff Dylans
13. "I Found Out" – The Pigeon Detectives
14. "In the Morning" – The Coral
15. "Pull Shapes" – The Pipettes
16. "Great DJ" – The Ting Tings
17. "Ultraviolet" – Stiff Dylans

Einige Lieder des Films sind nicht auf der CD enthalten:
1. "Agadoo" – Black Lace
2. "Out of Time" – Stiff Dylans
3. "You're The Best Thing" – The Style Council
4. "True" – Spandau Ballet
5. "I'm Your Man"- Shane Richie
6. "Mr. Loverman" – Shabba Ranks
7. "Dance wiv Me" – Dizzee Rascal ft. Calvin Harris und Chrome
8. "Teenage Kicks" – Nouvelle Vague